# Geomorfologický okrsek
Geomorfologický okrsek je jednotka osmé úrovně v hierarchickém geomorfologickém členění povrchu Země v podobě, v jakém se toto členění obvykle uplatňuje v Česku. Nadřazenou jednotkou je geomorfologický podcelek, podřazenou geomorfologický podokrsek.
Příklady: Ondřejník, Pastvinská vrchovina, Rýchory.